# Unterbaar
Unterbaar ist ein Ortsteil von Baar im Landkreis Aichach-Friedberg, der zum Regierungsbezirk Schwaben in Bayern gehört. Zur Gemarkung Unterbaar gehört auch noch die Einöde Dürnberg westlich von Unterbaar.

## Geographie
Unterbaar liegt direkt nördlich des Nachbarortes Oberbaar im Tal der Kleinen Paar auf der Hochfläche des Unteren Lechrains der Aindlinger Terrassentreppe. Naturräumlich gehört es also zur Donau-Iller-Lech-Platte, die wiederum Teil des Alpenvorlandes ist, eine der Naturräumlichen Haupteinheiten Deutschlands.

Durch Unterbaar führt die nordsüdlich verlaufende Staatsstraße 2047 von Rain nach Aichach, die sich am westlichen Ortsrand mit der westöstlich verlaufenden  Staatsstraße 2045 von Meitingen nach Pöttmes kreuzt.

## Geschichte
Erstmals erwähnt wurde Unterbaar Anfang des 13. Jahrhunderts als Unterparte bzw. Inferior Parra. Der Name lässt sich auf die Kleine Paar zurückführen, die durch Unterbaar läuft. Aus Parra wurde Barre und später Baar.

Früh schon (Anfang des 13. Jahrhunderts) wird Baar als Vogtei Barre, einem Bestandteil des Königsgutes und Amtes Neuburg an der Donau erwähnt. Die Vogteiinhaber waren die Herren von Pappenheim, die Herren von Graisbach und schließlich die Herren von Gumppenberg. Als die Wittelsbacher alle Besitztümer der Pappenheimer in und um Neuburg 1240 eroberten, fiel auch die Vogtei Baar in ihre Hände. Weitere Besitztümer hatten das Kloster Thierhaupten, das Kloster Monheim und das Haus des Deutschen Ordens in Aichach inne.

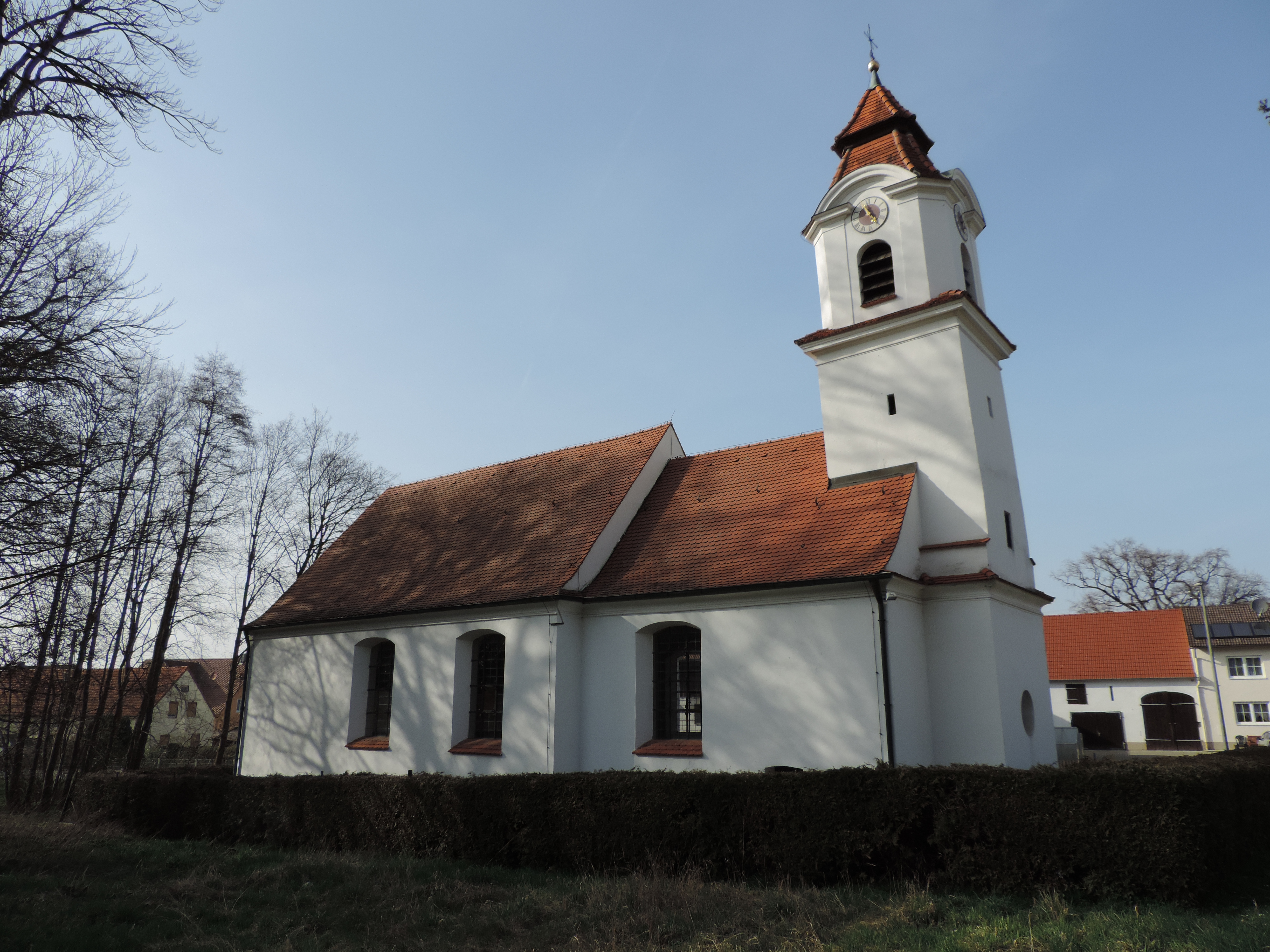
Kirche Sankt Margareta

Ende des 14. Jahrhunderts entstand in Unterbaar die Adelsherrschaft (Hofmark) der Holzheimer, eines Adelsgeschlechts aus dem nördlichen Nachbarort Holzheim, das dann um 1450 im Mannesstamm ausstarb. Im Folgenden gehörte die Hofmark bzw. das Schloss Unterbaar folgenden Geschlechtern: Den Riederern von Paar (1450–1564), den Muggenthalern (1564–1652), den Höhenkirchern (1652–1712), den Schenk von Castell (1712–1775), den Lafabrique (1775–1864), den Heiligenstein (1864–1870), den Moreau und den Arco-Zinneberg (1870–1916), den Himmelsbach, Gustav Einstein (1925–1932 und 1956–1963), Hans Emslander (1933–1956) und seit 1963 den Groß von Trockau.
Die katholische Kirche St. Margareta ist seit 1924 eine Filialkirche der Pfarrei Sankt Laurentius in Oberbaar. Zuvor gehörte sie zur Pfarrei Mariä Himmelfahrt in Holzheim.

Am 1. Januar 1972 erfolgte die Vereinigung mit Oberbaar zur neuen Gemeinde Baar (Schwaben). Am 1. Mai 1978 wurde Baar in den Markt Thierhaupten (Landkreis Augsburg) eingemeindet.  Am 1. Januar 1994 erhielt Baar nach langem Kampf seine Selbstständigkeit wieder und gehört seitdem zum Landkreis Aichach-Friedberg und zur Verwaltungsgemeinschaft Pöttmes.

## Sehenswürdigkeiten
- Schloss Unterbaar
- Filialkirche St. Margareta, erbaut 1727
- Villa suburbana (Unterbaar)